# Osztolykán Ágnes
Osztolykán Ágnes (Csenger, 1974. november 3. –) pedagógus és politikus. 2009 óta a Lehet Más a Politika párt tagja. A 2010. évi országgyűlési választásokon a budapesti területi listáról szerzett mandátumot. Az oktatási, tudományos és kutatási bizottság alelnöke. 2014. január 22-én bejelentette, hogy nem indul a parlamenti választáson.

## Pályafutása
Édesapja, Osztolykán Zoltán és édesanyja, Osztolykán Zoltánné, született Varga Róza jelenleg is egy szabolcsi kis faluban, Csengersimán élnek. 2002 óta házas, férje Balog János színművész. Egy fiúgyermekük van, Balog Zsombor Bence.
Az általános iskolát Csengersimán végezte, majd szülei biztatására középiskolai tanulmányait a budapesti Móricz Zsigmond Gimnáziumban folytatta. Felsőfokú tanulmányait a Miskolci Egyetem Bölcsészettudományi Karán végezte, ahol politológus és középiskolai tanári diplomát szerzett.
A diploma megszerzése óta munkáját a romák társadalmi integrációjának szentelte, dolgozott tanárként egy VIII. kerületi roma fiatalokat segítő intézményben, majd a Soros Alapítvány munkatársaként, ahol is roma oktatási és jogvédő programokat vezetett. 2002 és 2007 között a közigazgatásban tevékenykedett, ahol osztályvezetőként munkálkodott a Roma Integráció Évtizede Program kidolgozásában és szervezésében. Mindezek mellett számos civil kezdeményezésben vett részt, mely programok kinyilvánították elkötelezettségüket aziránt, hogy csökkentik a roma és nem roma lakosság szociális és általános életkörülményei között meglévő szakadékot, annak érdekében, hogy a romák végre kitörhessenek a szegénység és a kirekesztettség köréből.
2014. január 22-én közleményben jelentette be, hogy nem indul az országgyűlési választáson. Az LMP-ből való kilépést egyelőre nem tervezi, a ciklus végéig a frakcióban akar dolgozni.
2016-tól az EMMI Oktatási Hivatalában vállalt minisztériumi tanácsadói szerepet.

## Díjak, elismerések
2011-ben a roma integrációban játszott szerepéért a Bátor Nők Nemzetközi Díjjal tüntette ki a nemzetközi nőnap alkalmából az amerikai külügyminisztérium. Washingtonban Hillary Clinton amerikai külügyminisztertől vette át a díjat.